# Лонки (Гарволінський повіт)
Лонки (пол. Łąki) — село в Польщі, у гміні Ґужно Ґарволінського повіту Мазовецького воєводства.
Населення — 485 осіб (2011).
У 1975-1998 роках село належало до Седлецького воєводства.

## Демографія
Демографічна структура станом на 31 березня 2011 року:
|          | Загалом | Допрацездатний вік | Працездатний вік | Постпрацездатний вік |
| -------- | ------- | ------------------ | ---------------- | -------------------- |
| Чоловіки | 240     | 49                 | 157              | 34                   |
| Жінки    | 245     | 55                 | 133              | 57                   |
| Разом    | 485     | 104                | 290              | 91                   |